# Julio Ferrer
Julio E. Ferrer Andino (* 22. Mai 1953; † 4. Januar 2022) war ein puerto-ricanischer Leichtathlet.

## Leben
Julio Ferrer schied bei den Olympischen Spielen 1972 in München im Wettkampf über 400 m Hürden als Siebter seines Vorlaufes aus. Bei den Olympischen Sommerspielen 1976 erreichte er im Wettkampf über 400 m Hürden das Halbfinale und startete mit Iván Mangual, Jorge Ortiz und seinem Bruder Pedro im 4 × 400-m-Staffelwettkampf, wo das Quartett allerdings im Vorlauf ausschied.
Seine einzige internationale Medaille gewann Ferrer bei den Zentralamerika- und Karibikspielen 1978 in Medellín, wo er den zweiten Platz über 400 m Hürden erreichte.
Bei den Panamerikanischen Spielen 1979 wurde er Vierter und 1983 Siebter über 400 m Hürden.
Seine Tochter ist die Volleyballnationalspielerin Shirley Ferrer (* 1991).